# Sofia Geite
Karin Sofia Geite, född 19 februari 1982 i Drothems församling i Söderköping, är en svensk journalist och programledare på TV4 Media. Hon är sedan 2018 gift med TV4-kollegan och sportjournalisten Johan Edlund.
Geite har arbetat på TV4 sedan 2009 och där haft olika roller. 2019 gjorde hon debut som programledare på Nyhetsmorgon där hon sedan flera år tillbaka tillhör den fasta ensemblen. Hon har även medverkat i Efter fem.